# 李长兴
李长兴（1931年12月—2021年9月25日），男，河北高阳人，中华人民共和国政治人物，曾任天津市人民政府副市长，天津市政协副主席。

## 生平
1947年7月参加革命工作，1953年4月加入中国共产党。长期在天津市税务局工作。1969年后，历任天津市财政局财税管理处办事组组长、工商组副组长、财政业务组副组长、企业处副处长、政治处主任。1979年12月后，历任天津市财政局副局长、局长。1985年10月至1992年9月，任天津市人民政府副市长。1993年6月至1998年5月，任政协天津市第九届委员会副主席。2004年11月离休。2021年9月25日17时58分在天津逝世。